# 고바야시역 (지바현)
고바야시역(일본어: 小林駅, こばやしえき 코바야시에키[*])은 일본 지바현 인자이시에 있는 동일본 여객철도의 철도역이다.

## 역 구조
상대식 승강장으로 2면 2선의 지상역이다. 작은 목조 역사를 가지고 있다. 고호쿠 역이 관리하는 직영역으로, 초록 창구, 자동개찰기, 자동발권기가 설치되어 있다.

### 승강장
역사의 반대쪽에서부터 1번, 2번선 순이다.
| 1 | ■ 나리타선 | 나리타 방면     |
| 2 | ■ 나리타선 | 아비코 · 우에노 |

## 역사
- 1901년 8월 10일 - 나리타 철도 기오로시 ~ 아지키 사이에 개업하였다.
- 1920년 9월 1일 - 매수에 따라 일본국유철도의 소속이 되었다.
- 1973년 10월 1일 - 아비코 ~ 나리타 간이 전철화되었다.
- 1987년 4월 1일 - 민영화에 따라 동일본 여객철도의 소속이 되었다.
- 2001년 11월 18일 - 스이카의 사용이 개시되었다.

## 인접역
| 동일본 여객철도 나리타선 (아비코 지선) | 동일본 여객철도 나리타선 (아비코 지선) | 동일본 여객철도 나리타선 (아비코 지선) |
| -------------------------------------- | -------------------------------------- | -------------------------------------- |
| 기오로시 시나가와 방면                 | ■ 나리타선 아비코 지선                 | 아지키 나리타 방면                     |